# 第二次高丽契丹战争
第二次高丽契丹战争，發生在11世纪遼朝（契丹）和高麗之間的衝突，战场在今中国和朝鲜边境。高丽契丹战争一共三次，第一次在993年，本次在1010年，第三次在1018年。
997年，高丽第六代国王成宗去世，辽朝册封他的继任者王诵为国王（高丽穆宗，997年-1009年在位）1009年，穆宗被将军康兆杀害。以此为借口，辽国次年出兵高丽。辽国初战失利，但赢得了第二场战役获胜，康兆被俘杀。辽国大军占领并烧毁了高丽国都开城但是高丽第六代国王显宗已经逃到羅州。之后高丽答应与遼朝重申朝贡关系，遼朝撤出开城。遼军无法立足，避免和重新集结的高丽军冲突，遼朝部队撤退。高丽显宗求和，但是辽圣宗要求他亲自来朝拜，并且割让重要的边境地区。高丽朝廷拒绝了这一要求，导致两国十年之间依然保持敌意，双方加强边境的战备。辽朝在1015年、1016年、1017年先后攻打高丽，但结果史书记载不清。